# Andata al Calvario (Giotto)
L'Andata al Calvario è un affresco (200x185 cm) di Giotto, databile al 1303-1305 circa e facente parte del ciclo della Cappella degli Scrovegni a Padova. È compreso nelle Storie della Passione di Gesù del registro centrale inferiore, nella parete sinistra guardando verso l'altare.

## Descrizione e stile
La scena, in cattivo stato di conservazione, mostra Gesù che, reggendo la croce in spalla, esce dalla porta di Gerusalemme spintonato da armigeri che stanno davanti ai sommi sacerdoti Anna e Caifa. Più indietro viene la Madonna che geme drammaticamente, forse la figura più riuscita dell'intera scena.
La porta urbica è la stessa che si ritrova, ruotata, nella scena dell'Ingresso a Gerusalemme.
Gli studiosi riferiscono la stesura in larga parte agli aiuti.